# Вінцу-де-Жос (комуна)
Вінцу-де-Жос (рум. Vințu de Jos) — комуна у повіті Алба в Румунії. До складу комуни входять такі села (дані про населення за 2002 рік):
- Інурі (121 особа)
- Валя-Вінцулуй (511 осіб)
- Валя-Гоблій (97 осіб)
- Валя-луй-Міхай (40 осіб)
- Вурпер (498 осіб)
- Вінцу-де-Жос (3278 осіб) — адміністративний центр комуни
- Гура-Куцулуй (48 осіб)
- Дялу-Ферулуй (48 осіб)
- Кимпу-Гоблій (137 осіб)
- Крішень (58 осіб)
- Лаз (13 осіб)
- Меретеу (192 особи)
- Метечина (9 осіб)
- Пиреу-луй-Міхай (111 осіб)
- Поєніца (31 особа)
- Стеуйнь (54 особи)
- Хацегана (31 особа)
- Чокашу (18 осіб)

Комуна розташована на відстані 267 км на північний захід від Бухареста, 11 км на південний захід від Алба-Юлії, 87 км на південь від Клуж-Напоки.

## Населення
За даними перепису населення 2002 року у комуні проживали 5295 осіб.
Національний склад населення комуни:
| Національність            | Кількість осіб | Відсоток |
| ------------------------- | -------------- | -------- |
| румуни                    | 5108           | 96,5%    |
| цигани                    | 90             | 1,7%     |
| угорці                    | 76             | 1,4%     |
| німці                     | 8              | 0,2%     |
| турки                     | 6              | 0,1%     |
| болгари                   | 2              | < 0,1%   |
| українці                  | 1              | < 0,1%   |
| серби                     | 1              | < 0,1%   |
| чанго                     | 1              | < 0,1%   |
| не вказали національність | 2              | < 0,1%   |

Рідною мовою назвали:
| Мова                  | Кількість осіб | Відсоток |
| --------------------- | -------------- | -------- |
| румунська             | 5220           | 98,6%    |
| угорська              | 61             | 1,2%     |
| турецька              | 6              | 0,1%     |
| німецька              | 3              | 0,1%     |
| циганська             | 2              | < 0,1%   |
| сербська              | 1              | < 0,1%   |
| не вказали рідну мову | 2              | < 0,1%   |

Склад населення комуни за віросповіданням:
| Релігія                                       | Кількість осіб | Відсоток |
| --------------------------------------------- | -------------- | -------- |
| православні                                   | 4962           | 93,7%    |
| п'ятдесятники                                 | 149            | 2,8%     |
| римо-католики                                 | 74             | 1,4%     |
| греко-католики                                | 26             | 0,5%     |
| адвентисти                                    | 22             | 0,4%     |
| реформати                                     | 16             | 0,3%     |
| не релігійні                                  | 8              | 0,2%     |
| баптисти                                      | 5              | 0,1%     |
| мусульмани                                    | 5              | 0,1%     |
| лютерани (Синодально-пресвітеріанська церква) | 4              | 0,1%     |
| бретрени                                      | 1              | < 0,1%   |
| старообрядці                                  | 1              | < 0,1%   |
| лютерани                                      | 1              | < 0,1%   |
| лютерани (Аугсбурзького сповідання)           | 1              | < 0,1%   |
| не вказали релігію                            | 8              | 0,2%     |